# Wishtenatin
Wishtenatin (Khwaishtunnetunne, Khust-e-nēte), selo i jedna od lokalnih bandi ili maleno pleme Tututni Indijanaca nastanjeno u prvoj polovici 19. stoljeća u oregonskom priobalju, južno od Rogue Rivera, točnije uz manji potok nazivan Wishtenatin. Njihovo selo Hodge zakođer naziva Khwaishtunnezunne, i kaže da im je populacija 1854 iznosila 66.
Glavno njihovo naselje Hwestuinna-tuin nalazilo se na ušću Wishtenatin creeka. Berreman ih (1937.) drži za jednu od sedam glavnih skupina Tututna. Tututni, a s njima vjerojatno i Wishtenatini preseljeni su 1856. na rezervat Siletz kao ratni zarobljenici. Dvije godine prije (1854.), svih Tututna bilo je 1.311, od toga 448 muškaraca, 490 žena, 205 dječaka, i 168 djevojčica. 
Jezik Wishtenatin pripadao je pacifičkoj ili središnjoj skupini porodice Athapaskan. Oni se danas vode za nestale, no vjerojatno imaju potomaka u današnjem plemenu Siletza.